# Furina dunmalli

Furina dunmalli är en ormart som beskrevs av den australiske herpetologen Eric Worrell 1955. Furina dunmalli ingår i släktet Furina, och familjen giftsnokar och underfamiljen havsormar. IUCN kategoriserar arten globalt som sårbar. Inga underarter finns listade.

## Utbredning
Furina diadema är endemisk i Australien. Den har sin utbredning i östra delen av kontinenten, i delstaten Queensland och i gränsområdet av New South Wales.